# Yorki Richárd angol királyi herceg
Richárd yorki herceg (Shrewsbury, 1473. augusztus 17. – 1483 után) IV. Eduárd angol király fia volt, akit nagybátyja, III. Richárd még gyermekként a Towerbe záratott, és valószínűleg ott is halt meg.

## Élete
Richárd IV. Eduárd angol király és Woodville Erzsébet angol királyné második fiaként, egyben hatodik gyermekeként született. Kilenc testvére volt: Erzsébet, Mária, Cecília, Margit, Eduárd, aki később V. Eduárd néven uralkodott, valamint György, Anna, Katalin és Brigitta. 1474 májusában iktatták be York hercegévé; ettől kezdve kapják az angol királyok másodszülött fiai automatikusan ezt a címet. 
1478. január 15-én, a Szent István-kápolnában az akkor még csupán négyéves herceg feleségül vette az ötesztendős Anne de Mowbrayt, Norfolk nyolcadik grófnőjét, aki még 1476-ban megörökölte a Mowbray-birtokokat. Mivel Richárd apósának hercegi címét Anne nem örökölhette lányként, így a yorki herceg az esküvő után megkapta a Norfolk hercege címet is. 1477. február hetedikén ő lett Surrey grófja, június 12-én pedig Nottingham grófja. 
1481 novemberében felesége meghalt, és így családi öröksége William Berkeley, Berkeley 1. márkija és John Howard között került felosztásra. 1483 januárjában a parlament visszaadta Richárdnak néhai felesége földjeit. A herceg édesapja, IV. Eduárd 1483. április 9-én meghalt, így Richárd bátyja, a trónörökös Eduárd lett az új uralkodó. Robert Stillington, Bath és Wells püspöke azonban megkérdőjelezte az utódlást, mondván: IV. Eduárd Elizabeth Woodville előtt egyszer már megházasodott, és korábbi felesége, Lady Eleanor Talbot még életben volt a frigyükkor, ezért a második esküvő érvénytelen. Ebből következően Eduárd és Erzsébet tíz gyermeke fattyúnak számít. Ez a döntés a trónkövetelő Richárd Gloucester hercege érdekét szolgálta, mivel IV. Eduárd öccseként ő is jogot formálhatott a koronára. 
1483. június 25-én Richárd III. Richárd néven trónra lépett, és a Towerbe záratta két unokaöccsét, Eduárd walesi herceget és Richárd yorki herceget.

## Találgatások
Az, hogy később mi lett a sorsa a két királyfinak, eléggé homályos. Amikor 1485-ben Tudor Henrik gróf letaszította trónjáról és megölette III. Richárdot, azt kezdte el terjeszteni, hogy elődje mindkét kisfiút meggyilkoltatta. Halálra éheztette vagy megfojtatta őket, hogy ne jelentsenek fenyegetést számára.
Az 1490-es években egy bizonyos Perkin Warbeckről azt hitték, hogy ő Richárd yorki herceg, esetleg IV. Edward vagy III. Richárd egyik házasságon kívül született gyermeke, ám a férfit később imposztorként könyvelték el. 1674-ben két gyermekcsontvázat fedeztek fel a Towerben, ám akkoriban még nem tudták megállapítani, hogy hány éve lehettek ott, így azt sem tudták kétséget kizáróan bizonyítani, hogy a csontok Eduárd és Richárd maradványai. A csontokat végül a Westminster apátságban helyezték nyugalomra. 1789-ben, amikor felnyitották IV. Eduárd sírját, rajta kívül másik két csontvázat találtak, amelyeket azonban soha nem vetettek alá orvosszakértői vizsgálatnak.